# Hadrostethus scitulus
Hadrostethus scitulus är en stekelart som beskrevs av Henry Keith Townes, Jr. 1978. Hadrostethus scitulus ingår i släktet Hadrostethus och familjen brokparasitsteklar. Inga underarter finns listade i Catalogue of Life.